# Gnophos pollinaria
Gnophos pollinaria är en fjärilsart som beskrevs av Hugo Theodor Christoph 1887. Gnophos pollinaria ingår i släktet Gnophos och familjen mätare. Inga underarter finns listade i Catalogue of Life.